# فضا (ریاضیات)

یک سلسله مراتب فضاهای ریاضی: ضرب داخلی یک نرم تولید می‌کند. نرم یک متریک تولید می‌کند. متریک یک توپولوژی تولید می‌کند.

فَضا در ریاضیات، مجموعه‌ایست (گاهی تحت عنوان جهان) با ساختاری افزون بر آن.
فضاهای ریاضی اغلب یک سلسله مراتب را تشکیل می‌دهند؛ یعنی یک فضا ممکن است وارث همه ویژگی‌های یک فضای مادر باشد؛ مثلاً همه فضاهای ضرب داخلی، فضاهای برداری نرمدار نیز هستند، چرا که ضرب داخلیشان یک نُرم روی فضای ضرب داخلی تولید می‌کند به طوری که:
{\displaystyle \left\|x\right\|={\sqrt {\langle x,x\rangle }}}،
که در آن نرم با محصور شدن در خطوط دوتایی عمودی مشخص می‌شود، و ضرب داخلی با قرار گرفتن در براکت‌های زاویه ای مشخص می‌شود.
ریاضیات مدرن رفتار کاملاً متفاوتی با «فضا»، در مقایسه با ریاضیات کلاسیک دارد.

## فضاهای ریاضیاتی با نام
- فضای آفین
- فضای جبری
- بضای بئر
- فضای باناخ
- فضای پایه
- فضای برگمان
- فضای بسوف
- فضای بورل
- فضای کالابی-یائو
- فضای کانتور
- فضای کوشی
- فضای سلولی
- فضای چو
- فضای همدیس
- فضای تحلیلی مختلط
- بعد
- فضای متقارن درینفیلد
- فضای آیلنبرگ-مکلین
- فضای اقلیدسی
- فضای فیبر
- فضای فینسلر
- فضای نخستین-شمارا
- فضای فراسه
- فضای تابعی
- فضای G
- فضای سبز (ریاضیات)
- فضای هاردی
- فضای هاسدورف
- فضای هایزنبرگ
- فضای هیلبرت
- فضای ضرب داخلی
- فضای کلوموگروف
- فضای L2
- فضای لنز
- فضای لیوویل
- فضای موضعا متناهی
- فضای حلقه
- فضای نگاشت
- فضای اندازه
- فضای متریک
- فضای مینکوفسکی
- فضای مونتز
- فضای نرمدار
- فضای پیرافشرده
- فضای صفحه ای
- فضای لهستانی
- فضای احتمال
- فضای تصویر
- فضای مرتبه دوم
- فضا خارج قسمت
- فضای پیمانی ریمان
- فضای نمونه
- فضای سوبولف
- فضای استاندارد
- فضای وضعیت
- فضای استون
- فضای سیمپلکتیک
- فضای T2
- فضای تایشمولر
- فضای تنسور
- فضای توپلوژیک
- فضای برداری توپولوژیک
- فضای تام
- فضای برداری